# Coptotettix circinihumerus
Coptotettix circinihumerus är en insektsart som beskrevs av Zheng, Z. och Deng 2005. Coptotettix circinihumerus ingår i släktet Coptotettix och familjen torngräshoppor. Inga underarter finns listade i Catalogue of Life.